# Humana
Humana Inc. — американская компания, специализирующаяся на медицинском страховании. Обслуживает 22,1 млн клиентов. Штаб-квартира компании располагается в Луисвилле (штат Кентукки).

## История
Компания была основана в 1961 году Уэнделом Черри (англ. Wendell Cherry) и Дэвидом Джонсом; первоначально она называлась Extendicare и занималась частными санаториями. Пользуясь возможностями, которые предоставляла запущенная в середине 1960-х годов правительственная программа Медикэр, их компания быстро росла, количество санаториев достигло 40. В 1968 году партнёры решили развить успех в направлении госпиталей, а в 1972 году — полностью переключиться на них, продав сеть санаториев. В 1974 году компания была переименована в Humana. В 1978 году Humana приобрела вторую по размеру сеть госпиталей в США American Medicorp. К 1982 году количество госпиталей в собственности компании достигло 90, однако дальнейший рост стал затруднённым из-за изменений в законодательстве, поэтому Humana расширила сферу деятельности в смежную отрасль — медицинское страхование. В 1990 году была куплена чикагская компания Michael Reese Health Plan Inc. вместе с входившими в неё госпиталем и медицинским центром, на то время одно из крупнейших частных академических медицинских учреждений. В начале 1990-х годов подразделение медицинского страхования переросло подразделение госпиталей, которое было решено выделить в самостоятельную компанию, Galen Health Care, Inc. Через полгода Galen была поглощена Columbia Hospital Corporation (впоследствии Columbia/HCA). Во второй половине 1990-х годов Humana поглотила ряд компаний в сфере медицинского страхования. В 1998 году была сделана неудачная попытка поглотить Humana компанией UnitedHealth Group. Ещё одна попытка поглощения была сделана компанией Aetna, однако она была заблокирована Федеральным судьёй США как нарушающая антимонопольное законодательство. Медицинское страхование Humana обычно покрывает реабилитацию от наркотиков и алкоголя, а также другие виды лечения психических заболеваний.

## Руководство
- Курт Хильцингер (Kurt J. Hilzinger) — независимый председатель правления с начала 2014 года, член совета директоров с 2003 года.
- Брюс Бруссар (Bruce D. Broussard) — президент и главный исполнительный директор с 2011 года.

## Деятельность
Humana Inc. обслуживает более 20 млн клиентов в США, 83 % оборота дают контракты с федеральным правительством. Наиболее важным штатом дя компании является Флорида, на него приходится 10,1 % клиентов, другие значимые регионы: Техас (6 %), Кентукки (4,5 %), Джорджия (3 %), Калифорния (3 %), Иллинойс (2,4 %), Огайо (2,3 %). Страховые премии за 2020 год составили 74,2 млрд долларов, страховые выплаты — 61,6 млрд, инвестиционный доход — 1,2 млрд, выручка от медицинских услуг — 1,8 млрд.
Основные подразделения компании:
- Retail — индивидуальное медицинское страхование; страховые премии составляют основную часть оборота подразделения и компании в целом ($67,1 млрд в 2020 году, из них $62,2 млрд по программе Медикэр, $4,2 млрд по программе Медикейд).
- Group — коллективное медицинское страхование сотрудников и военнослужащих (в 1996 году компания заключила контракт с Министерством обороны США); оборот в 2020 году составил $7,2 млрд.
- Healthcare Services — услуги здравоохранения, в основном программы по обеспечению фармацевтической продукцией; оборот — $27,4 млрд, однако он почти полностью приходится на другие подразделения компании[2].

| Год                 | 2002  | 2003  | 2004  | 2005  | 2006  | 2007  | 2008  | 2009  | 2010  | 2011  | 2012  | 2013  | 2014  | 2015  | 2016  | 2017  | 2018  | 2019  | 2020  |
| ------------------- | ----- | ----- | ----- | ----- | ----- | ----- | ----- | ----- | ----- | ----- | ----- | ----- | ----- | ----- | ----- | ----- | ----- | ----- | ----- |
| Оборот              | 10,93 | 11,83 | 12,69 | 14,00 | 20,73 | 24,43 | 28,07 | 29,93 | 32,71 | 35,11 | 39,13 | 41,31 | 48,50 | 54,29 | 54,38 | 53,77 | 56,91 | 64,89 | 77,16 |
| Чистая прибыль      | 0,139 | 0,224 | 0,270 | 0,297 | 0,487 | 0,834 | 0,647 | 1,040 | 1,099 | 1,419 | 1,222 | 1,231 | 1,147 | 1,276 | 0,614 | 2,448 | 1,683 | 2,707 | 3,367 |
| Активы              | 4,977 | 5,380 | 5,658 | 6,870 | 10,13 | 12,88 | 13,04 | 14,15 | 16,10 | 17,71 | 19,96 | 20,72 | 23,50 | 24,68 | 25,40 | 27,18 | 25,41 | 29,07 | 34,97 |
| Собственный капитал | 1,641 | 1,869 | 2,124 | 2,509 | 3,054 | 4,029 | 4,457 | 5,776 | 6,924 | 8,063 | 8,847 | 9,316 | 9,646 | 10,35 | 10,69 | 9,842 | 10,16 | 12,04 | 13,73 |